# TTC1
TTC1‏ (Tetratricopeptide repeat domain 1) هوَ بروتين يُشَفر بواسطة جين TTC1 في الإنسان.